# Kairat Aubakirov
Pour le cosmonaute kazakhstanais, voir Toktar Aubakirov.
Kairat Aubakirov est un footballeur kazakh né le 8 mars 1971.
Il a joué pour le FC Shakthyor Karagandy, le FC Kairat Almaty et le Spartak Yelimey dans le Championnat du Kazakhstan de football, apparaissant dans plus de 300 matchs de ligue et marquant près de 100 buts.
Aubakirov a fait neuf apparitions pour l'équipe du Kazakhstan de football, marquant une fois. Sa première sélection a eu lieu en 1992, sa dernière en 1996.

## Carrière
- 1989-1991 : FC Spartak Semipalatinsk  Union soviétique (Kazakhstan)
- 1992 : FC Shakthyor Karagandy  Kazakhstan
- 1993-1994 : FC Kairat Almaty  Kazakhstan
- 1994-1998 : FC Yelimay  Kazakhstan
- 1999 : FC Shakthyor Karagandy  Kazakhstan
- 2000 : FC Yelimay  Kazakhstan
- 2002 : FC Vostok  Kazakhstan
- 2003 : FC Taraz  Kazakhstan[1]

## But en sélection
| # | Date              | Lieu                                    | Adversaire   | Score | Résultat | Compétition |
| - | ----------------- | --------------------------------------- | ------------ | ----- | -------- | ----------- |
| 1 | 26 septembre 1992 | Spartak Stadium, Bichkek (Kirghizistan) | Kirghizistan | 1-0   | 1-1      | Amical      |